# Arcanum (Ohio)
Arcanum es una villa ubicada en el condado de Darke en el estado estadounidense de Ohio. En el Censo de 2010 tenía una población de 2129 habitantes y una densidad poblacional de 632,8 personas por km².

## Geografía
Arcanum se encuentra ubicada en las coordenadas 39°59′33″N 84°33′15″O / 39.99250, -84.55417. Según la Oficina del Censo de los Estados Unidos, Arcanum tiene una superficie total de 3.36 km², de la cual 3.36 km² corresponden a tierra firme y (0%) 0 km² es agua.

## Demografía
Según el censo de 2010, había 2129 personas residiendo en Arcanum. La densidad de población era de 632,8 hab./km². De los 2129 habitantes, Arcanum estaba compuesto por el 98.83% blancos, el 0.14% eran afroamericanos, el 0.05% eran amerindios, el 0.19% eran asiáticos, el 0% eran isleños del Pacífico, el 0.14% eran de otras razas y el 0.66% pertenecían a dos o más razas. Del total de la población el 0.33% eran hispanos o latinos de cualquier raza.